# Alexi Murdoch
Pour les articles homonymes, voir Murdoch.
Alexi Murdoch est un chanteur et compositeur britannique né à Londres. Il s'est installé aux États-Unis pour étudier la philosophie à l'université Duke (Caroline du Nord).
Son disque auto-produit, Four Songs, est sorti en 2002, devenant n° 1 dans les charts pendant un moment.
Une des chansons les plus populaires d'Alexi Murdoch est certainement Orange Sky, utilisée dans bon nombre de films et séries télévisées (Newport Beach, Dr House, Prison Break, Garden State, Piège de feu, Brothers and sisters et d'autres).
Through the Dark peut être entendu durant le générique de fin du film Gone Baby Gone et dans l'épisode 8 (saison 5) de la série Dr House. Ainsi que dans l'épisode 10 (saison 1) de la série "Teen Wolf" lors d'une discussion entre  le Shérif Stilinski (Linden Ashby) et son fils Stiles (Dylan O'Brien) à propos de la défunte mère de celui-ci.
Le morceau 12 est joué dans la scène de fin de l'épisode 6 de la saison 4 de la série Les Frères Scott.
All My Days est également employé dans le nouveau trailer du nouveau film de Sam Mendes : Away We Go. Murdoch est crédité en tant que musicien dans le film, qui sort en juin 2009.
Breathe et All My Days ont récemment été entendus dans  la nouvelle série de la franchise Stargate : Stargate Universe.
All My Days a été entendus dans le film Real Steel dont l'acteur principal est Hugh Jackman en automne 2011
Au printemps 2009, Murdoch, qui est habituellement très réservé et en dit le moins possible sur lui, vivant d'ailleurs dans une partie reculée de l'Écosse, s'est lancé dans une tournée plutôt rare aux États-Unis au cours de laquelle il fait la promotion et la distribution de son nouvel album Towards the Sun, album qui devrait être disponible un peu plus tard dans le courant de l'année.
Son jeu de guitare répétitif et hypnotique, sa voix calme, caressante et triste, ses chansons qui deviennent vite d'attachantes compagnes, tout cela le relie directement au Nick Drake des dernières années (Pink Moon en 1972 et les fonds de tiroir de 1974 réunis dans Time of no reply), au point qu'on peut le considérer comme le continuateur direct du chanteur suicidé, devenu un mythe.

## Discographie
- Four Songs, 2002 (EP)
- Silent Night, 2004 (single)
- Time Without Consequence, 2009
- Towards The Sun, 2011